# SN 2005gm
SN 2005gm – supernowa typu II odkryta 9 października 2005 roku w galaktyce NGC 1423. W momencie odkrycia miała maksymalną jasność 18,00m.